# Никитин, Анфал
Анфал (Айфал) Никитин (Никитич) (? — 3 (11) июня 1418 года или 1409 год) — новгородский боярин, изменивший Великому Новгороду; поселившись с братьями в Двинской земле, он сделался приверженцем московского великого князя Василия I Дмитриевича. Разбитый новгородцами, спасся бегством, разбойничал по Каме и Волге и был убит в Вятке в 1418 году Михаилом Розсохиным, таким же, как и он, новгородским беглецом, ушкуйником-повольником. Некоторые историки приписывают Анфалу Никитину основание в Прикамье «Анфалового города».

## Биография
Все сведения о жизни Никитина историками почерпнуты из летописей и синодиков. Летописи используют разные формы имени Никитина: Анфал, Анфаил, Онфал, Анфил, Анфан, Алфан, Аифал. Социальное происхождение Анфала Никитина неизвестно. В летописном сообщении 1360 года он назван боярином, в летописном сообщении 1409 года новгородским посадником.
Первое упоминание о нем относится к 1360 году: Архангелогородская летопись сообщает, что Никитин участвовал в походе на Кумаду и взял Жукотин. Другие летописи, признавая факт похода, не подтверждают участие в нем Анфала. Историк А.Л. Мусихин считает, что если Анфал участвовал в походе 1360 года в качестве военачальника, то ему на момент гибели в 1418 году должно было быть около 80 лет, что маловероятно.
В 1397 году брат Анфала Иван Никитин вместе с другими жителями Двинской земли перешел под власть московского великого князя Василия I Дмитриевича. Уже в 1398 году новгородское войско совершило поход и захватило Никитиных, но на пути в Новгород Анфал сбежал под Великим Устюгом, а его брат Иван погиб. Около Великого Устюга Анфал построил острог, где собрал отряд устюжан. Посланный новгородский отряд Якова Прокопьева разбил анфаловцев на реке Сухоне. В 1401 году при поддержке Василия I отряд Анфала и бежавшего из монастыря его брата Герасима совершил набег на новгородские владения, но у Холмогор был разбит.
В 1409 году в ходе московско-золотоордынского конфликта флотилия Анфала Никитина двинулась в Поволжье: 150 судов пошли по Волге, а 100 по Каме. Волжская часть флота принялась хозяйничать на землях, подвластных Москве, хотя и выступала на её стороне: взяла «корм» в Костроме, разграбила Нижний Новгород. Только после этого волжский флот с опозданием подошёл к Булгарии. Камская часть флота с самим Анфалом подошла к землям Булгарского улуса на реке Каме. Хотя Анфал первоначально получил военную контрибуцию от правителей Великих Болгар в Джаке-тау (Жукотин), но булгарские правители смогли обмануть его, захватили его и отправили в Орду на суд хана. 
По новгородским летописным сообщениям, Анфал погиб в 1409 году. Но действительность оказалась, вероятно, иной. Проведя почти десятилетие в татарском плену, Анфал бежал. Он и его сын Нестор прибыли в Вятскую землю, где погибли 3 (11) июня того же года от рук Михаила Розсохина в бою в Раздерихинском овраге. В память о погибших воинах начали проводить ежегодную панихиду, которая со временем переросла в главный городской праздник Вятки — Свистопляску, а сама битва стала городской легендой.

## Анфалов город
Анфалу Никитину некоторые историки ошибочно приписывают основание первого русского поселения в Прикамье — «Анфалова города». Например, В. А. Оборин писал: «В начале XV в. (между 1401 и 1409 гг.) на Верхней Каме строится первый русский укрепленный городок Анфаловский, названный именем двинского воеводы Анфала Никитина, перешедшего на сторону Москвы и бежавшего в Приуралье от преследования новгородских властей. После гибели Анфала (в 1417 г.) он продолжал использоваться русскими отрядами до конца XV в. Археологические поиски городка пока не дали положительных результатов. Однако наиболее вероятно, что он находился в окрестностях с. Бондюг, Чердынского района Пермской области, около которого найдены русский меч, обрывки кольчуги и клад русских монет XV в.». На самом деле Анфалов город упоминается в письменных источниках (русских летописях) только один раз в записи за 1472 год: «князь Федоръ Пестрой землю Пермьскую взялъ, а пришел в землю ту на усть Черные рекы на фоминои неделе в четверток и оттуду поиде на плотах и с коньмии, приплывъ под город Аифаловскои, съиде с плотов и поиде оттуду на конех на верхнюю землю к городку Искору». Более никаких сведений об этом пункте нет ни в письменных источниках, ни в устных преданиях. Анфал Никитин действительно был в верховьях Камы, но в исторических документах никаких сведений о том, что он основал там какой-то населенный пункт, нет.

## Семья
О семье Анфала Никитина сведений немного. Известно, что у него был сын Нестор. По одному из преданий у Анфала была сестра Ольга, которая либо закопала в его могиле клад, либо, будучи богатыршей, проложила к его могиле Бабью дорогу. По другому преданию Ольгой звали жену Анфала. Точно известно, что у Анфала был брат Иван и возможно еще два брата — Герасим и Родион